# Centris eurypatana
Centris eurypatana är en biart som beskrevs av Roy R. Snelling 1984. Centris eurypatana ingår i släktet Centris och familjen långtungebin. Inga underarter finns listade.